# Wiktor Gusiew
Wiktor Michajłowicz Gusiew (ros. Ви́ктор Миха́йлович Гу́сев; ur. 4 września?/17 września 1909 w Moskwie, zm. 23 stycznia 1944 tamże) – radziecki poeta i dramaturg.
Pochowany na Cmentarzu Nowodziewiczym w Moskwie.

## Wybrana filmografia

### Teksty piosenek
- 1935: Aerograd (Аэроград)[2]
- 1939: Górą dziewczęta (Трактористы)

### Scenariusze
- 1933: Transporter śmierci (Конвейер смерти)
- 1941: Świniarka i pastuch (Свинарка и пастух)[3]
- 1944: O szóstej wieczorem po wojnie (В 6 часов вечера после войны)[4]

## Odznaczenia i nagrody
- 1939: Order „Znak Honoru”
- 1942: Nagroda Stalinowska za scenariusz do filmu Świniarka i pastuch (1941)
- 1946: Nagroda Stalinowska za scenariusz do filmu O szóstej wieczorem po wojnie (1944)